# Edy Toulmouche
Pour les articles homonymes, voir Toulmouche.
 (mars 2025).
La mise en forme du texte ne suit pas les recommandations de Wikipédia : il faut le « wikifier ».
Les points d'amélioration suivants sont les cas les plus fréquents :
- Les titres sont pré-formatés par le logiciel. Ils ne sont ni en capitales, ni en gras.
- Le texte ne doit pas être écrit en capitales (les noms de famille non plus), ni en gras, ni en italique, ni en « petit »…
- Le gras n'est utilisé que pour surligner le titre de l'article dans l'introduction, une seule fois.
- L'italique est rarement utilisé : mots en langue étrangère, titres d'œuvres, noms de bateaux, etc.
- Les citations ne sont pas en italique mais en corps de texte normal. Elles sont entourées par des guillemets français : « et ».
- Les listes à puces sont à éviter, des paragraphes rédigés étant largement préférés. Les tableaux sont à réserver à la présentation de données structurées (résultats, etc.).
- Les appels de note de bas de page (petits chiffres en exposant, introduits par l'outil «  Source ») sont à placer entre la fin de phrase et le point final[comme ça].
- Les liens internes (vers d'autres articles de Wikipédia) sont à choisir avec parcimonie. Créez des liens vers des articles approfondissant le sujet. Les termes génériques sans rapport avec le sujet sont à éviter, ainsi que les répétitions de liens vers un même terme.
- Les liens externes sont à placer uniquement dans une section « Liens externes », à la fin de l'article. Ces liens sont à choisir avec parcimonie suivant les règles définies. Si un lien sert de source à l'article, son insertion dans le texte est à faire par les notes de bas de page.
- La présentation des références doit suivre les conventions bibliographiques. Il est recommandé d'utiliser les modèles {{Ouvrage}}, {{Chapitre}}, {{Article}}, {{Lien web}} et/ou {{Bibliographie}}. Le mode d'édition visuel peut mettre en forme automatiquement les références.
- Insérer une infobox (cadre d'informations à droite) n'est pas obligatoire pour parachever la mise en page.

Pour une aide détaillée, merci de consulter Aide:Wikification.
Si vous pensez que ces points ont été résolus, vous pouvez retirer ce bandeau et améliorer la mise en forme d'un autre article.
Edy Toulmouche, né Frédéric Louis de Jonghe le 26 septembre 1886 à Nantes (5e canton) et mort le 23 janvier 1923 à Ouistreham (Riva-Bella) à l'âge de 36 ans. Edy ou Eddy Toulmouche sont les pseudonymes de Frédéric Louis de Jonghe, troisième enfant de Gustave Léonard de Jonghe formé et élevé par Frédéric Toulmouche à la mort de son premier père. C’est un pianiste classique et romantique, chef d’orchestre, chef de chant à l’Opéra-Comique et compositeur d’opéras et de pantomimes.

## Biographie
La vie du compositeur Edy Toulmouche a été tourmentée par le changement de père à ses 6 ans due au décès de son premier père Gustave Léonard de Jonghe et le remariage de sa mère avec Frédéric Toulmouche.
Son père biologique, le peintre Gustave Léonard de Jonghe, divorce de Camille Anne Marie Descamp le 27 juillet 1875 et épouse en second mariage le 2 mars 1882 à Paris à l’âge de 53 ans Louise Marie Antoinette Dureau, 23 ans, née à Toulon le 10 avril 1858. Ils auront trois enfants nés en France dont le futur Edy Toulmouche.
Sa sœur ainée, Louise Agusta, naît le 8 juillet 1876 à 6h du soir au 20 rue de la pépinière à Bry-sur-Marne, puis sa seconde sœur, Gabrielle-Berthe, naît le 26 août 1877 à 18h également à  Bry-sur-Marne. Le troisième enfant, futur Edy Toulmouche, naît sous le prénom de Frédéric-Louis le 26 septembre 1886 à Nantes Canton de Nantes-5 chemin des Dervallières. Louise Marie Antoinette Dureau à 34 ans, ses filles 16 et 15 ans et Frédéric Louis 6 ans, quand Gustave Léonard de Jonghe, époux et père des trois enfants, meurt le 28 janvier 1893 d'une congestion cérébrale.
Louise Marie Antoinette Dureau à l’âge de 35 ans est artiste peintre quand elle épouse le 5 mars 1894 à Saint-Cloud en deuxième mariage Frédéric Toulmouche qui a alors 43 ans. Louise Marie Antoinette Dureau et Frédéric Toulmouche vont former une famille par alliance et élever les trois enfants issus du premier lit, Louise Agusta qui deviendra artiste dramatique, Gabrielle-Berthe sera artiste dramatique d’opéra et Frédéric Louis deviendra pianiste de musique classique et moderne et prendra le pseudonyme de Edy ou Eddy Toulmouche : il porte le même prénom que son nouveau père, Frédéric Toulmouche. Les journaux parlent alors d’Edy ou Eddy Toulmouche comme le fils du maestro Frédéric Toulmouche.
Frédéric Louis issue d’une famille d’artiste peintre par son père Gustave Léonard de Jonghe, son grand-père Jean-Baptiste de Jonghe, sa mère. Dans cette nouvelle famille, Il va se tourner vers des études de musique comme son nouveau père Frédéric Toulmouche. Edy Toulmouche sera l’élève de Frédéric Toulmouche. Il se produit déjà en 1900, et en 1901, il passe l’examen à 14 ans pour le solfège des instruments au conservatoire de Paris, et sera l’élève de Paul Rougnon alors professeur de solfège puis de Louis Diémer  en cours de piano puis piano supérieur. Il compose aussi des morceaux joué par ses camarades du conservatoire. Il obtient une seconde médaille à 15 ans en 1902 et il est admis en classe supérieur de piano en 1905 et obtient une troisième médaille à 19 ans en 1906 au concours à huis clos de solfège des instrumentistes au conservatoire de Paris et joue le Concerto pour piano de Grieg à l’association des concerts Le Rey au Théâtre Marigny. 1907 il joue Wedding Kake Caprice-Valse pour piano et orchestre de Camille Saint-Saëns au concert de la Villa Médicis, fait un concert classique et moderne Salle Pleyel. Il va collaborer en 1908 à l’écriture musicale de certaines œuvres de son père, la môme Flora qui se joue à La Scala.
Son père Frédéric Toulmouche meurt d'une hémorragie cérébrale le 23 février 1909. Edy Toulmouche termine les dernières œuvres écrite en collaboration avec lui La môme Flora et Chez la somnambule.
Edy Toulmouche se déclare pianiste compositeur quand il épouse dans le 2e arrondissement de Paris  le 27 mai 1909 à 22 ans Yvonne Pauline Elisa Lemercier née à Calais le 18 août 1887, 21 ans, artiste de l'Opéra-Comique sous le nom de scène Yvonne Lemercier qui jouait parfois dans des œuvres de Frédéric Toulmouche. Deux sculpteurs et amis Jules Brissard et Georges Dubois assistent à leur mariage en présence de sa mère Louise Marie Antoinette Dureau  et de ses deux sœurs Louise Agusta et Gabrielle-Berthe.
Il compose des opérettes et des Pantomimes La D'moiselle du Tabarin, La marquise de Chicago, Passepied dans le style ancien dans des théâtres à Paris ou en province Casino de Paris Théâtre national de l'Opéra-Comique, Théâtre de Cluny ou Casino d'Enghien-les-Bains. Comme chef de chant à l’opéra-Comique en 1910, il accompagne et prépare les chanteurs à l'opéra ce qui l'influence sur la musicalité vocale avec un phrasé expressif et lui permet d'adapter ses pièces instrumentales à son triple rôle d'accompagnateur au piano avec sa solide formation pianistique acquise sous l'enseignement de Louis Diémer ou dans son rôle de chef d'orchestre et de compositeur de la  Marquise de Chicago qu'il dirige au Théâtre de la Renaissance renaissance en 1913,1914. Il continuera à jouer et composer ses propres œuvres avec un  style musical qui semble s’être démarqué quelque peu de celui de son deuxième père.
Frédéric Louis de Jonghe dit Edy Toulmouche meurt à 21h30 en son domicile Boulevard de France Ouistreham (Riva-Bella) le 23 janvier 1923 à l'Age de 36 ans.